# Municipio de Drumore
El municipio de Drumore (en inglés: Drumore Township) es un municipio ubicado en el condado de Lancaster en el estado estadounidense de Pensilvania. En el año 2000 tenía una población de 2.243 habitantes y una densidad poblacional de 36.2 personas por km².

## Geografía
El municipio de Drumore se encuentra ubicado en las coordenadas 39°49′20″N 76°07′23″O / 39.82222, -76.12306.

## Demografía
Según la Oficina del Censo en 2000 los ingresos medios por hogar en la localidad eran de $47,250 y los ingresos medios por familia eran de $51,645. Los hombres tenían unos ingresos medios de $36,366 frente a los $22,560 para las mujeres. La renta per cápita de la localidad era de $17,470. Alrededor del 5,1% de la población estaba por debajo del umbral de pobreza.